# Molières (Tarn y Garona)
 Molières  es una población y comuna francesa, en la región de Mediodía-Pirineos, departamento de Tarn y Garona, en el distrito de Montauban y cantón de Molières.

## Demografía
| 1437 | 1378 | 1320 | 1174 | 1028 | 1044 |
| Para los censos de 1962 a 1999 la población legal corresponde a la población sin duplicidades (Fuente: INSEE [Consultar]) |      |      |      |      |      |